# Ministerstwo Spraw Wewnętrznych Republiki Litewskiej
Ministerstwo Spraw Wewnętrznych Litwy (lit. Lietuvos Respublikos Vidaure reikalų ministerija) – litewski urząd administracji rządowej utworzony w 1990 roku obsługujący ministra właściwego do spraw działów administracji rządowej: administracja publiczna, samorząd terytorialny, migracja, rozwój regionalny, bezpieczeństwo publiczne i współpraca międzynarodowa.

## Misja
Misją MSW Republiki Litewskiej jest służenie społeczeństwu poprzez zagwarantowanie jego bezpieczeństwa, skutecznej i profesjonalnej administracji publicznej opartej na technologiach informacyjnych i stworzenie warunków dla zrównoważonego rozwoju regionalnego.

## Departamenty
- Departament dokumentacji osobistej,
- Departament informatyki i komunikacji,
- Departament dochodzeniowy ds. przestępstw finansowych,
- Departament migracji,
- Departament policji,
- Departament pożarnictwa i ratownictwa,
- Departament rozwoju regionalnego,
- Departament zarządzania nieruchomościami i gospodarki,
- Departament państwowej służby granicznej,
- Departament służby publicznej[4].